# اوروویتسا (ژاباری)
اوروویتسا (به صربی: Oreovica) یک منطقهٔ مسکونی در صربستان است که در ژاباری واقع شده‌است. اوروویتسا ۸۶۲ نفر جمعیت دارد.